# Andrievs Niedra
Andrievs Niedra (arkæisk stavning: Andreews Needra; (8. februar 1871 i Tirzas pagasts i Guvernement Livland – 25. september 1942 i Riga i Reichskommissariat Ostland) var en lettisk luthersk pastor, forfatter og premierminister for den tyske marionetstat i Letland mellem april og juni 1919 under den lettiske krig for uafhængighed.
Niedras første samling af digte blev udgivet da han kun var 19 år gammel, og han var stadig teenager da hans historie- og folklorebaserede historier begyndte at blive publiceret i avisen Baltijas Vēstnesis (Baltiske Budbringer). Mellem 1890 og 1899 studerede han teologi ved Tartu Universitet. Med en æstetisk blanding af realistisk fantasi og idealisme, var hans historier samtidskritiske og behandlede ofte dannelsen af den lettiske intelligentsia og situationen for bønderne med hensyn til de dominerende tyskbaltere. Niedra mente, at samfundet kun kan udvikle sig gennem evolution snarere end revolution, og var en hård modstander af socialisme, og kom til at blive betragtet som en reaktionær i et stadig mere revolutionært samfund.
Niedra flygtede fra Letland efter hans samarbejde med de tyske militære myndigheder og deres nederlag. Han vendte tilbage i 1924, hvor han dømtes for forræderi og derefter udvistes. I sit eksil, som pastor for en tysk menighed i Østpreussen, tog Niedra tysk statsborgerskab og nedskrev et længere værk med titlen Tautas nodevēja atmiņas (Nationsforrædderens Memoirer); første oplag af første del blev beordret ødelagt af den lettiske diktator Kārlis Ulmanis efter statskuppet den 15. maj 1934, og Niedras værker bandlystes. Niedra vendte tilbage til Letland under den tyske besættelse under 2. verdenskrig og døde i Riga.